# Хала спортова Ранко Жеравица
Хала спортова Ранко Жеравица је вишенаменска спортска дворана у Новом Београду, Београд, Србија. Отворена је 1968. године и то је најстарији спортски објекат у Новом Београду, а од 1979. се налази у саставу Спортског центра Нови Београд. Капацитет јој је 5.000 посетилаца за спортске и 7.000 за музичке догађаје. Садашње име је добила 10. фебруара 2016. године у славу кошаркашког тренера Ранка Жеравице.
Поред велике хале, постоје и три мање сале за различите спортове. У холу се налазе столови за стони тенис и професионална теретана.
Хала спортова служила је као домаћи терен многим спортским клубовима. Од краја 1970-их до раних 1990-их своје домаће утакмице овде је играо Партизан, повремено Раднички Београд, а пре преласка у Пионир и кошаркаши Црвене звезде и ОКК Београда. Користили су је још Атлас (раније ИМТ Београд, Беопетрол), бивша Беобанка (90-их), а тренутно је домаћи терен кошаркаша Суперфунда и кошаркашица Партизана. Халу осим кошаркашких користе и клубови из осталих спортова.
Хала је такође била један од домаћина Летње универзијаде 2009. У њој су концерте одржале многе велике домаће и стране музичке звезде.
У претходном периоду Хала је делимично реновирана. Комплетан простор је климатизован, реновиране су свлачионице, постављен нови паркет и реконструисан хол. А током 2011. сређена је и спољашњост хале.

### Концерти
Поред спортских, у хали су одржане и многе музичке манифестације. Најпознатији су концерти:
- Рибља чорба — 27. и 28. март 1981.
- Забрањено пушење — 4. новембар 1984.
- Рибља чорба — 8. мај 1985.
- Леб и сол — април 1987. (Као какао турнеја)
- — 28. март 1990.
- — 24. октобар 1990.
- — 9. новембар 1990.
- — 21. јун 1991.
- Бајага и инструктори — септембар 1993.
- Мира Шкорић — 20. јануар 1994.
- Лајбах — 14. новембар 1997.
- — 14. фебруар 1998.
- — 14. фебруар 1999.
- Ван Гог — 24. децембар 1999.
- — фебруар 2000.
- КУД Идијоти — 10. децембар 2000.
- Дарко Рундек — 22. децембар 2000.
- (Рони Сајз, Краст, Ем-Си Дајнамајт) — 23. децембар 2000.
- Психомодо поп — 30. март 2001.
- (Ди-џеј Боб Синклер, Ди-џеј Дејв Ли, Ди-џеј Тери Фарли + играчице из Miss Moneypenny's) — 1. септембар 2001.
- — 7. децембар 2001.
- — 11. јануар 2002.
- (Ди-џеј Џош Винк, Audio Soul Project, Ди-џеј Влада Јањић, Ди-џеј Гордан Пауновић) — 10. мај 2002.
- — 23. фебруар 2003.
- Рони Сајз — 17. мај 2003.
- — 5. јун 2003.
- — 2. септембар 2003.
- — 3. децембар 2003.
- — 13. фебруар 2004.[5]
- — 10. март 2004.
- — 18. април 2004.
- Индира Радић — 27. април 2004.
- Вики Миљковић — 18. децембар 2005.
- — 7. новембар 2006.
- Брајан Адамс — 28. новембар 2006.
- Пол Енка — 18. април 2008.
- Хладно пиво — 22. новембар 2008.
- Негатив — 13. новембар 2009.
- Хладно пиво — 2. и 3. децембар 2011.
- Дубиоза колектив (предгрупа: С.А.Р.С. и Марко Марковић) — 23. децембар 2011.
- Партибрејкерс — 3. март 2012.
- Црвена јабука — 21. април 2012.
- — 14. децембар 2012.
- Кербер — 13. децембар 2012.
- Ману Чао (предгрупа: Самостални референти и Hornsman Coyote) — 14. септембар 2013.
- (предгрупа: Who See) — 14. фебруар 2014.
- Гоблини — 8. март 2014.
- Ван Гог — 11. и 12. децембар 2014.
- С.А.Р.С. (предгрупа: Sharks, Snakes & Planes) — 7. март 2015.
- Партибрејкерс— 25. септембар 2015.
- Марчело (предгрупа: Елементал) — 10. октобар 2015.
- Парни ваљак — 28. новембар 2015.
- ЈУ група — 17. децембар 2015.
- Хладно пиво — 26. фебруар 2016.
- Бркови — 1. април 2016.
- Црвена јабука — 17. септембар 2016.
- Галија — 29. децембар 2016.
- — 8. фебруар 2017.
- — 4. април 2017.
- Паров Стелар — 8. април 2017.
- — 11. мај 2017.
- Бет Харт — 11. новембар 2017.
- Каро Емералд — 27. фебруар 2018.
- Маркус и Мартинус — 25. март 2018.
- Шон Пол — 22. мај 2018.
- — 29. септембар 2018.
- Бркови — 3. новембар 2018.
- — 13. новембар 2018.
- Бет Харт — 2. децембар 2018.
- — 7. децембар 2018.
- Шилер — 18. јануар 2019.
- Том Одел — 12. фебруар 2019.
- Партибрејкерс— 22. март 2019.
- , Гоблини, Зостер — 23. март 2019.
- Мортал комбат — 18. мај 2019.
- — 23. јун 2019.